# Tony Gallardo
Tony Gallardo (Antonio Gallardo Navarro) (Las Palmas de Gran Canaria, España, 6 de abril de 1929-ib., 28 de julio de 1996) fue un escultor y político español.

## Primeros años
El hecho de que durante gran parte de su infancia y juventud residiera junto al mar supuso una importante influencia en su obra. Realiza su primera exposición individual de escultura y dibujo en la Galería Wiot en 1950. Viaja a Madrid para regresar a Canarias en 1952, entablando amistad con Felo Monzón, Manolo Millares y Martín Chirino, que lo llevan a experimentar con la escultura abstracta. Participará en la III Bienal Hispanoamericana de Barcelona.

## En Venezuela
Poco después de su boda con Mela Campos, emigra a Venezuela, instalándose en 1956 en Caracas, donde se relacionará con el pintor y poeta Juan Ismael. A los dos años de instalarse Venezuela, se reencuentra en Caracas con su esposa, que había permanecido en Canarias hasta ese momento. Tony Gallardo es nombrado profesor de la Escuela Nacional de Artes Plásticas de Maracaibo, trasladándose a dicha ciudad. En esos momentos comenzará el compromiso político de Tony Gallardo, interesándose por las luchas sociales e ingresando en el Partido Comunista de Venezuela. Tony organizará grupos de muralistas para recorrer los barrios populares, así como equipos de agitadores culturales. Contactará también con grupos de comunistas españoles exiliados por la dictadura franquista.

## Años 1960 y 1970

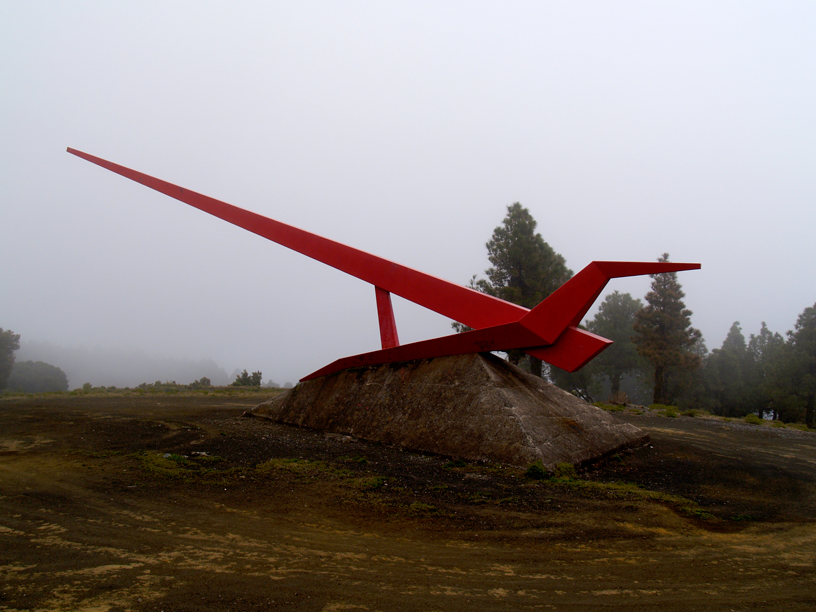
Homenaje al Campesino. Obra realizada por Tony Gallardo en 1976 en la isla del Hierro, Islas Canarias, España.

En 1961 regresa a Canarias y funda con otros artistas y obreros el grupo Latitud 28. Participará también en la reorganización en la clandestinidad del Partido Comunista de España (PCE) en Canarias, uno de los principales grupos que luchaba contra la dictadura franquista. Organizará talleres de grabado y grupos de teatro obreros tratando de crear un arte popular que llegara a los barrios y pueblos.
Viajará a París como delegado de Canarias en el VII Congreso del Partido Comunista de España, y allí entablará relación con Santiago Carrillo y Marcelino Camacho. Tony Gallardo se convertirá en el dirigente del Partido Comunista de España en Canarias.
En 1968 el PCE organiza una asamblea de obreros y campesinos en Sardina del Norte. Dicha asamblea clandestina es descubierta por la Guardia Civil y hay un enfrentamiento entre esta y los congregados. Se produce la detención de todos los reunidos, entre los que se encontraba Tony Gallardo, quien será trasladado a distintas cárceles de la península ibérica. Estos acontecimientos se conocen con el nombre de los Sucesos de Sardina del Norte. Tras el encarcelamiento de Tony Gallardo, asumiría la dirección del PCE en Canarias José Carlos Mauricio. Durante su estancia en prisión, Tony Gallardo continuará con su actividad artística.
A su salida de la cárcel, durante se volcará en temas relacionados con el "arte en la calle". Criticará algunos de los planteamientos artísticos de la "Sala Conca", creada en San Cristóbal de La Laguna por Gonzalo Díaz, al considerarla "ecléctica" y "formalista" y carente de una base popular. Posteriormente se crea la "Sala Conca 2" en Vegueta (barrio de Las Palmas), y en respuesta Tony Gallardo crea "Contacto 1", que pretendía ser un movimiento artístico contestatario. A "Contacto 1" se sumarán Juan Hidalgo, Martín Chirino y Manolo Padormo. También realizará junto con varios pintores, proyectos audiovisuales en institutos de enseñanzas medias.

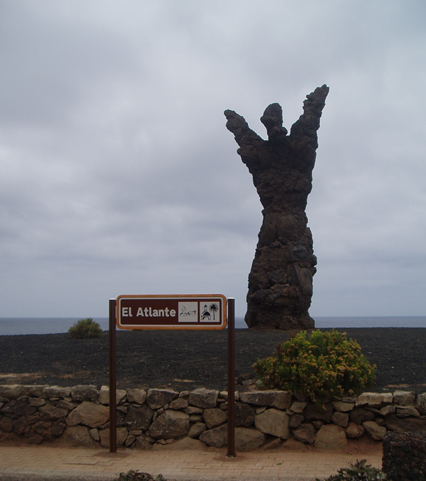
El Atlante. Obra realizada por Tony Gallardo en 1986 en la isla de Gran Canaria, Islas Canarias, España.

Durante un encierro con obreros en la Catedral de Las Palmas, en un conflicto de estos con la empresa Betancor, Tony Gallardo vuelve a ser detenido. En respuesta a esto, "Contacto 1" organiza una exposición colectiva en solidaridad con los detenidos.
Realizará en las cumbres de la isla de El Hierro una obra escultórica denominada Monumento al campesino, en cuya construcción colaboraron algunos campesinos herreños. En su inauguración proclama un manifiesto en defensa de la cultura canaria que será conocido como Manifiesto de El Hierro, donde se hacen referencias al africanismo.

## Últimos años
A fines de los años 70 realiza la primera parte de su serie escultórica Magmas, elaborada con piedras volcánicas. Otra de sus obras emblemáticas es el Atlante
En los años 80 establece su residencia en Madrid, donde se le hacen diversos encargos escultóricos, tanto en España, como en Canarias y Venezuela, y obtiene varios reconocimientos por su obra. Sus planteamientos políticos se van moderando, y realiza obras como Homenaje a la Constitución, situado en Maspalomas.
Tony Gallardo fallece en verano del año 1996.